# Baconia glauca
Baconia glauca är en skalbaggsart som först beskrevs av Sylvain Auguste de Marseul 1884.  Baconia glauca ingår i släktet Baconia och familjen stumpbaggar. Inga underarter finns listade i Catalogue of Life.